# Churton by Farndon
Churton by Farndon – wieś w Anglii, w hrabstwie ceremonialnym Cheshire, w dystrykcie (unitary authority) Cheshire West and Chester. Leży 12 km na południe od miasta Chester i 257 km na północny zachód od Londynu. W 2001 miejscowość liczyła 146 mieszkańców.